# Serghei Covaliov
Serghei Covaliov (né le 14 octobre 1944 à Crișan et mort le 16 mai 2011) est un céiste roumain.

## Carrière
Serghei Covaliov participe aux Jeux olympiques de 1968 à Mexico où il remporte le titre en C2 1000m avec son coéquipier Ivan Patzaichin. Lors des Jeux olympiques d'été de 1972 à Munich, il remporte la médaille d'argent dans la même épreuve avec le même coéquipier.